# Степски бадем
Степски бадем, бадемић или дивља прасква (лат. Prunus tenella) је дрвенаста биљка из фамилије ружа (Rosaceae). Природни ареал распрострањења ове врсте креће се од Централне Европе (источна Аустрија) и југоисточне Европе, преко источних делова Европе до средње Азије (Кавказ, Сибир, Казахстан, западна Кина). Ареал степског бадема је проширен људским деловањем, јер се узгаја као украсни (декоративни) жбун.

## Опис врсте
Стабло је најчешће у форми жбуна, високог до 1,5 m. Гране су усправне, голе, сиво- или црвенкасто-смеђе боје. Листови су линеарно ланцетасти, са плитко тестерастим ободом. Цветови су појединачни, са круничним листићима црвене (ретко беле) боје. Плод је коштуница, густо длакава, жућкасте боје. Диплоидна је врста, са бројем хромозома 2n=16.

## Распрострањење у Републици Србији
Степски бадем је забележен у заосталим степским фрагментима у Војводини, као и у термофилним листопадним шумама у североисточној, источној и централној Србији.

## Значај и употреба
Степски бадем је у источној Србији од великог значаја као члан вегетације шибљака, а на територији Војводине је заштићена врста (расте само у Делиблатској пешчари). Плод (коштуница) и семе (језгро коштунице) се могу користити у исхрани људи, а семе се може користити и за добијање уља. На стабло степског бадема понегде се калеми бадем. Од листова и плодова могу се добити природне боје.

## Галерија
- Листови степског бадема
- Степски бадем у цвету
- Степски бадем у плоду
- Хабитус степског бадема